# Јуси
Јуси су била слова старословенских азбука, ћирилице и глагољице, која су означавала старословенске назале и која су касније, у X веку, изгубила назалност у већини словенских језика. Претпоставља се да оба ћирилична јуса долазе или од посебног знака за грчко слово алфа Ѧ, карактеристичног за хришћанске натписе у периоду од IX до XI века, или, према другој верзији, од на 90° окренутог глагољског малог јуса. Такође је могуће да је ово слово позајмљено из старобугарске азбуке, где постоје сличан Ѧ знак.

## Јус мали
Јус мали (ћир. Ѧ ѧ, глаг. Ⱔ) је означавао назални самогласник [ɛ̃]. У српском језику се мења у е: пѧть — пет.
Старословенски назал јус мали се у савременом пољском језику означава словима ę и ą после меких сугласника (пољ. pięć, piąty, срп. пет, пети < праслов. *рętь). Назални изговор се чува, осим кад је ę на крају речи.

## Јус велики
Јус велики (ћир. Ѫ ѫ, глаг. Ⱘ) је означавао назални самогласник [ɔ̃]. У српском језику се мења у у: рѫка — рука.
У бугарској азбуци је велики јус («голям юс», «голяма носовка», «широко ъ») постојао до језичке реформе 1945. године, мада је самогласник у то доба већ давно престао да буде назалан и изговарао се исто као ъ. Старословенски назал јус велики се у савременом пољском језику означава словима ę и ą после тврдих сугласника (пољ. ręce, rąk, срп. руце, руку < праслов. *rǫka; пољ. pąć, срп. пут < праслов. *pǫtь), уз то је сачуван назални изговор.

## Јотовани јуси
У ћирилици и глагољици су постојале и лигатуре за означавање јотованих јуса: малог Ѩ ѩ (глаг. Ⱗ) и великог Ѭ ѭ (глаг. Ⱙ).)).
Јотовани велики јус се користио у бугарској азбуци до прве деценије двадесетог века.

## Бројно значење
Сматра се да јуси немају значење броја ни у ћирилици ни у глагољици, мада се мали јус понекад користио као ознака броја 900 због тога што је помало сличан архаичном (не припада класичној грчкој азбуци) старогрчком слову сампи, које је такође имало значење броја.